# Malvina Garrigues
Malvina Garrigues, plus connue sous le nom de Malvina Schnorr von Carolsfeld, née le 7 décembre 1825 à Copenhague et décédée le 8 février 1904 à Karlsruhe est une soprano lyrique portugaise née au Danemark qui a fait sa carrière en Allemagne. Elle et son mari Ludwig Schnorr von Carolsfeld ont créé les rôles titres dans Tristan und Isolde de Richard Wagner en 1865.

## Biographie

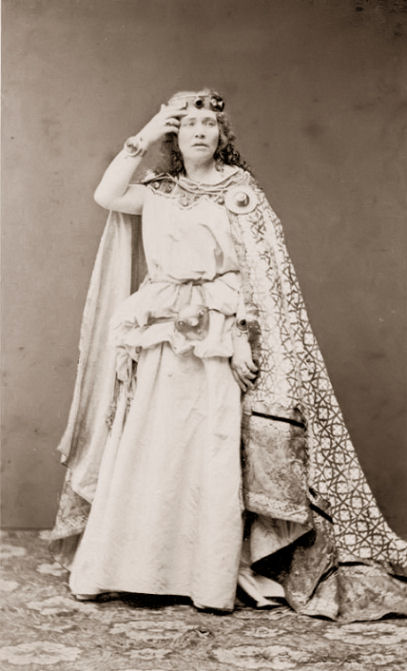
Malvina Garrigues Schnorr von Carolsfeld dans le rôle d’Isolde.

Eugénia Malvina Garrigues est née à Copenhague, au Danemark. Elle est la fille du consul du Portugal, João António Henriques Garrigues (Jean Antoine Henri Garrigues), et de son épouse allemande d'origine française Nanette Palmier. Elle est baptisée dans le consulat portugais en tant que citoyenne portugaise. Elle étudie à Paris avec Manuel Patricio Rodríguez García.
Elle est l'arrière-petite-nièce de David Garrick et cousine du médecin américano-danois Henry Jacques Garrigues.
Elle fait ses débuts dans Robert le Diable de Giacomo Meyerbeer à Breslau en 1841, où elle chante jusqu'en 1849. De 1849 à 1853, elle se produit au Hoftheater de Cobourg, de Gotha et de Hambourg. En 1854, elle est engagée par l'opéra de Karlsruhe, où elle rencontre Ludwig Schnorr von Carolsfeld, qui est de dix ans son cadet. Ils apparaissent ensemble dans une série d'opéras comme Les Huguenots. Ils se fiancent en 1857 et se marient en avril 1860. La même année, ils sont engagés par l'opéra de cour de Dresde.
Après avoir effectué 70 répétitions de Tristan und Isolde à Vienne, Wagner peine à trouver des chanteurs capables de chanter les airs de son opéra. Il se tourne alors vers Malvina et Ludwig Schnorr von Carolsfeld pour créer les rôles. La première est fixée au 15 mai 1865 à Munich, mais doit être reportée au 10 juin en raison de l'enrouement de Malvina.
Après la mort soudaine et prématurée de Ludwig à l'âge de 29 ans, le 21 juillet 1865, six semaines seulement après la première, Malvina sombre dans une profonde dépression et n'a plus jamais chanté. Elle pratique le spiritisme et est persuadée qu'elle est destinée à épouser Wagner, provoquant la jalousie de Cosima von Bülow, qui vivait ouvertement avec Wagner à Tribschen.
Elle enseigne le  chant à Francfort-sur-le-Main. Parmi ses élèves on trouve Heinrich Gudehus et Rosalie Miller.
Malvina Garrigues Schnorr von Carolsfeld a également écrit un petit nombre de chansons pour Jenny Lind, sur des textes de Heinrich Heine et Lord Byron. Elle publie ses poèmes et ceux de son mari.
Elle meurt à Karlsruhe en 1904, âgée de 78 ans et est incinérée à Heidelberg. Ses cendres reposent à Dresde.
Elle a fait l'objet d'un spectacle O, Malvina !, créé par Gwyneth Jones, qui joue également son rôle dans le film Wagner de Tony Palmer (1983).

## Source de traduction
- (en) Cet article est partiellement ou en totalité issu de l’article de Wikipédia en anglais intitulé « Malvina Garrigues » (voir la liste des auteurs).